# A magyar labdarúgó-válogatott 2019. szeptember 5-i mérkőzése
A magyar labdarúgó-válogatott barátságos találkozója Montenegró ellen, 2019. szeptember 5-én. Ez volt a magyar labdarúgó-válogatott 938. mérkőzése. A találkozót 2–1 arányban a montenegrói válogatott nyerte meg.

## Helyszín
A találkozót a montenegrói Podgoricában a Podgoricai városi stadionban rendezték, amely 1945-ben épült, 2004 és 2006 között felújították, aminek befogadóképessége 15 230 néző.

## Keretek
megjegyzés: A táblázatokban szereplő adatok a mérkőzés előtti állapotnak megfelelőek.

## Örökmérleg a mérkőzés előtt
| Sorszám | Időpont     | Helyszín  | Eredmény  | Kiírás |
| ------- | ----------- | --------- | --------- | ------ |
| 1/817   | 2007.03.24. | Podgorica | 1–2 (1–0) | –      |
| 2/832   | 2008.08.20. | Budapest  | 3–3 (1–1) | –      |

| M | Gy | D | V | G+ | G– | Gk | %  |
| - | -- | - | - | -- | -- | -- | -- |
| 2 | 0  | 1 | 1 | 4  | 5  | –1 | 25 |

Források: , 

## A mérkőzés
| 2019. szeptember 5. 20:45 |

| Montenegró                        | 2–1               | Magyarország |
| --------------------------------- | ----------------- | ------------ |
| Kosović 32' Mugoša 75' (11-esből) | (1–1) Jegyzőkönyv | 2' Holender  |

| Podgoricai Városi Stadion, Podgorica, Montenegró Játékvezető: Dimitar Mečkarovski (macedón) |

A mérkőzés statisztikái
| Montenegró |                      | Magyarország |
| ---------- | -------------------- | ------------ |
| 48 (%)     | Labdabirtoklás       | 52 (%)       |
| 2          | Gól                  | 1            |
| 0          | Sárga lap            | 2            |
| 0          | Piros lap            | 0            |
| 1          | Szöglet              | 2            |
| 5          | Les                  | 2            |
| 8          | Lövés                | 11           |
| 6          | Kaput eltalált lövés | 6            |
| 2          | Blokkolt lövés       | 2            |
| 380        | Passz                | 470          |
| 332        | Sikeres passz        | 422          |
| 87 (%)     | Passz hatékonyság    | 90 (%)       |
| 21         | Szabálytalanságok    | 11           |

## Örökmérleg a mérkőzés után
| Sorszám | Időpont     | Helyszín  | Eredmény  | Kiírás |
| ------- | ----------- | --------- | --------- | ------ |
| 1/817   | 2007.03.24. | Podgorica | 1–2 (1–0) | –      |
| 2/832   | 2008.08.20. | Budapest  | 3–3 (1–1) | –      |
| 3/938   | 2019.09.05. | Podgorica | 2–1 (1–1) | –      |

| M | Gy | D | V | G+ | G– | Gk | %     |
| - | -- | - | - | -- | -- | -- | ----- |
| 3 | 0  | 1 | 2 | 5  | 7  | –2 | 16,66 |

Források: , 